# Mongolische Schrift
Die klassische mongolische Schrift war die erste einer ganzen Reihe von mongolischen Schriften, die für die mongolische Sprache entwickelt oder angepasst wurden. Sie wird mit geringfügigen Veränderungen auch heute noch in der Mongolei (seit 1994 wieder neben der kyrillischen Schrift) und in China verwendet, um Mongolisch und Ewenkisch zu schreiben. In China ist die mongolische Schrift dort verbreitet, wo Mongolisch Amtssprache ist, also in der Inneren Mongolei und in Fuxin, Harqin Linker Flügel, im Vorderen Gorlos, in Dorbod, Subei, Teilen von Haixi und Henan sowie in Weichang. Hinzu kommt als offizielle, amtliche Schrift des Westmongolischen das Tôdô Biqig in Bayingolin, Bortala, Hoboksar und Teilen von Haixi.
Die Schrift, ein Alphabet, wurde 1208 vom uigurischen Schreiber Tatar-Tonga geschaffen. Er war während eines Feldzuges gegen die Naimanen von den Mongolen gefangen genommen worden und wurde dann von Dschingis Khan beauftragt, eine Schrift für die mongolische Sprache festzulegen. Zu diesem Zweck passte er das Uigurische Alphabet an die neuen Anforderungen an. Dieses stammte seinerseits über das sogdische Alphabet von der aramäischen Schrift ab. Seine größte Besonderheit ist die Schreibrichtung, sie verläuft vertikal von oben nach unten und spaltenweise von links nach rechts (alle anderen vertikalen Schriften gehen von rechts nach links). Die Uiguren hatten ihre Schrift (rechts nach links, Zeilen von oben nach unten) um 90° im Gegenuhrzeigersinn gedreht, um sie der vertikalen chinesischen Schreibweise ähnlicher zu machen.

## Schriftzeichen

Das Wort „Mongol“ in der klassischen Schrift

Die einzelnen Zeichen nehmen unterschiedliche Formen an, je nachdem, ob sie eine initiale, mediale oder finale Position im Wort einnehmen. In einigen Fällen gibt es noch zusätzliche grafische Varianten, deren Wahl vom visuellen Zusammenspiel mit dem jeweils darauf folgenden Zeichen abhängt.
Das Alphabet verwendet jeweils das gleiche Zeichen für einige Vokal- (o/u, ö/ü, finale a/e) und Konsonantenpaare (t/d, k/g, manchmal ž/y) in der mongolischen Sprache, welche im Uigurischen nicht unterschieden wurden. Das Resultat ist annähernd vergleichbar mit der Situation im Englischen, welches 10 oder mehr Vokale mit 5 Zeichen darstellen muss, und den Digraph th für zwei unterschiedliche Laute verwendet. Es kommt trotzdem relativ selten zu wirklichen Mehrdeutigkeiten, da die Anforderungen von Vokalharmonie und Silbenbildung meistens für eine eindeutige Festlegung sorgen.

### Alphabet
| Zeichen | Zeichen               | Zeichen |       | Transliteration | Transliteration                                                                              | Bemerkungen |
| initial | medial                | final   | Lat.  | Kyrillisch      |                                                                                              | Bemerkungen |
| ------- | --------------------- | ------- | ----- | --------------- | -------------------------------------------------------------------------------------------- | ----------- |
|         |                       |         | a     | А               | Unterscheidung meist mittels Vokalharmonie (siehe auch q/ɣ und k/g)                          |             |
|         | e                     | Э       |       |                 | Unterscheidung meist mittels Vokalharmonie (siehe auch q/ɣ und k/g)                          |             |
|         | [ Anm. 1 ] [ Anm. 2 ] |         | i, yi | И,Й, Ы, Ь       | Am Wortende häufig in vorhergehende Silbe absorbiert.                                        |             |
|         |                       |         | o, u  | О, У            | Unterscheidung durch Kontext.                                                                |             |
|         |                       |         | ö, ü  | Ө, Ү            | Unterscheidung durch Kontext.                                                                |             |
|         | [ Anm. 3 ] [ Anm. 4 ] |         | n     | Н               | Unterscheidung von medialem und finalem a/e durch Position in Silbenfolge.                   |             |
|         |                       |         | ng    | Н, НГ           | Nur am Wortende (medial für Komposita). Transkribiert Tibetisch /ŋ/ ང; Sanskrit /ŋ/ ङ.       |             |
|         |                       |         | b     | Б, В            |                                                                                              |             |
|         |                       |         | p     | П               | Bei mongolischen Wörtern nur initial. Transkribiert Tibetisch /p/ པ;                         |             |
|         |                       |         | q     | Х               | Nur mit hinteren Vokalen.                                                                    |             |
|         |                       |         | ɣ     | Г               | Nur mit hinteren Vokalen. Zwischen Vokalen heute als langer Vokal ausgesprochen.             |             |
|         |                       |         | k     | Х               | Meistens mit vorderen Vokalen. g zwischen Vokalen wird heute als langer Vokal ausgesprochen. |             |
| g       | Г                     |         |       |                 | Meistens mit vorderen Vokalen. g zwischen Vokalen wird heute als langer Vokal ausgesprochen. |             |
|         |                       |         | m     | М               |                                                                                              |             |
|         |                       |         | l     | Л               |                                                                                              |             |
|         |                       |         | s     | С               |                                                                                              |             |
|         |                       |         | š     | Ш               | Die Aussprache dieses Zeichens hat sich nicht verändert.                                     |             |
|         |                       |         | t, d  | Т, Д            | Unterscheidung durch Kontext.                                                                |             |
|         |                       |         | č     | Ч, Ц            | Ursprünglich keine Unterscheidung zwischen /t͡ʃʰ/ und /t͡sʰ/, heute durch Kontext.             |             |
|         |                       |         | ǰ     | Ж, З            | Unterscheidung durch Kontext. Ursprünglich oft mit y unten austauschbar.                     |             |
|         |                       |         | y     | Е, Ё, И, Ю, Я   | Teil von Diphthongen, obwohl eigentlich ein Konsonant.                                       |             |
|         |                       |         | r     | Р               | Normalerweise nicht initial.                                                                 |             |
|         |                       |         | v     | В               | Transkribiert Sanskrit /ʋ/ व.                                                                |             |
|         |                       |         | f     | Ф               | Das klassische Mongolisch kennt diesen Laut nicht.                                           |             |
|         |                       |         | ḳ     | К               | Transkribiert Russisch /k/ К.                                                                |             |
|         |                       |         | (c)   | (ц)             | Transkribiert Tibetisch /t͡sʰ/ ཚ; Sanskrit /t͡ɕʰ/ छ.                                           |             |
|         |                       |         | (z)   | (з)             | Transkribiert Tibetisch /d͡z/ ཛ; Sanskrit /d͡ʑ/ ज.                                             |             |
|         |                       |         | (h)   |                 | Transkribiert Tibetisch /h/ ཧ;                                                               |             |

Fußnoten:
1. ↑  Nach Konsonant als i transliteriert.
2. ↑  Nach Vokal als yi transliteriert, mit seltenen Ausnahmen wie naim (acht) oder Naiman.
3. ↑  Zeichen für Silbenbeginn (n-<Vokal>).
4. ↑  Zeichen für Silbenende (<Vokal>-n).
5. ↑  Beispiele: qa-ɣ-an (khan) wird zu qaan. Einige Ausnahmen wie tsa-g-aan (weiß) bleiben bestehen.
6. ↑  Beispiel: de-g-er wird zu deer verkürzt. Einige Ausnahmen wie ügüi (nein) bleiben bestehen.
7. ↑  Transkribierte Fremdwörter erhalten normalerweise einen Vokal vorangestellt. Beispiel: Transkription von Русь (Russland) ergibt Oros.

### Unicode
| 1800 ᠀ Birga                 | 1801 ᠁ Ellipse               | 1802 ᠂ Komma                 | 1803 ᠃ Punkt                 | 1804 ᠄ Strichpunkt              | 1805 ᠅ 4 Punkte             | 1806 ᠆ Bindestrich      | 1807 ᠇ Silbengrenze     | 1808 ᠈ mandsch. Komma        | 1809 ᠉ mandsch. Punkt    | 180A ᠊ Nirugu                | 180B ᠋                        | 180C ᠌                       | 180D ᠍                        | 180E ᠎                        |                               |
|                              |                              |                              |                              |                                 |                             |                         |                         |                              |                          |                              |                              |                             |                              |                              |                               |
| 1810 ᠐ 0                     | 1811 ᠑ 1                     | 1812 ᠒ 2                     | 1813 ᠓ 3                     | 1814 ᠔ 4                        | 1815 ᠕ 5                    | 1816 ᠖ 6                | 1817 ᠗ 7                | 1818 ᠘ 8                     | 1819 ᠙ 9                 |                              |                              |                             |                              |                              |                               |
|                              |                              |                              |                              |                                 |                             |                         |                         |                              |                          |                              |                              |                             |                              |                              |                               |
| 1820 ᠠ A                     | 1821 ᠡ E                     | 1822 ᠢ I                     | 1823 ᠣ O                     | 1824 ᠤ U                        | 1825 ᠥ Oe                   | 1826 ᠦ Ue               | 1827 ᠧ Ee               | 1828 ᠨ Na                    | 1829 ᠩ Ang               | 182A ᠪ Ba                    | 182B ᠫ Pa                    | 182C ᠬ Qa                   | 182D ᠭ Ga                    | 182E ᠮ Ma                    | 182F ᠯ La                     |
| 1830 ᠰ Sa                    | 1831 ᠱ Sha                   | 1832 ᠲ Ta                    | 1833 ᠳ Da                    | 1834 ᠴ Cha                      | 1835 ᠵ Ja                   | 1836 ᠶ Ya               | 1837 ᠷ Ra               | 1838 ᠸ Wa                    | 1839 ᠹ Fa                | 183A ᠺ Ka                    | 183B ᠻ Kha                   | 183C ᠼ Tsa                  | 183D ᠽ Za                    | 183E ᠾ Haa                   | 183F ᠿ Zra                    |
| 1840 ᡀ Lha                   | 1841 ᡁ Zhi                   | 1842 ᡂ Chi                   | 1843 ᡃ Todo langer Vokal     | 1844 ᡄ Todo E                   | 1845 ᡅ Todo I               | 1846 ᡆ Todo O           | 1847 ᡇ Todo U           | 1848 ᡈ Todo Oe               | 1849 ᡉ Todo Ue           | 184A ᡊ Todo Ang              | 184B ᡋ Todo Ba               | 184C ᡌ Todo Pa              | 184D ᡍ Todo Qa               | 184E ᡎ Todo Ga               | 184F ᡏ Todo Ma                |
| 1850 ᡐ Todo Ta               | 1851 ᡑ Todo Da               | 1852 ᡒ Todo Cha              | 1853 ᡓ Todo Ja               | 1854 ᡔ Todo Tsa                 | 1855 ᡕ Todo Ya              | 1856 ᡖ Todo Wa          | 1857 ᡗ Todo Ka          | 1858 ᡘ Todo Gaa              | 1859 ᡙ Todo Haa          | 185A ᡚ Todo Jia              | 185B ᡛ Todo Nia              | 185C ᡜ Todo Dza             | 185D ᡝ Sibe E                | 185E ᡞ Sibe I                | 185F ᡟ Sibe Iy                |
| 1860 ᡠ Sibe Ue               | 1861 ᡡ Sibe U                | 1862 ᡢ Sibe Ang              | 1863 ᡣ Sibe Ka               | 1864 ᡤ Sibe Ga                  | 1865 ᡥ Sibe Ha              | 1866 ᡦ Sibe Pa          | 1867 ᡧ Sibe Sha         | 1868 ᡨ Sibe Ta               | 1869 ᡩ Sibe Da           | 186A ᡪ Sibe Ja               | 186B ᡫ Sibe Fa               | 186C ᡬ Sibe Gaa             | 186D ᡭ Sibe Haa              | 186E ᡮ Sibe Tsa              | 186F ᡯ Sibe Za                |
| 1870 ᡰ Sibe Raa              | 1871 ᡱ Sibe Cha              | 1872 ᡲ Sibe Zha              | 1873 ᡳ mandsch. I            | 1874 ᡴ mandsch. Ka              | 1875 ᡵ mandsch. Ra          | 1876 ᡶ mandsch. Fa      | 1877 ᡷ mandsch. Zha     |                              |                          |                              |                              |                             |                              |                              |                               |
|                              |                              |                              |                              |                                 |                             |                         |                         |                              |                          |                              |                              |                             |                              |                              |                               |
| 1880 ᢀ Ali Gali Anusvara One | 1881 ᢁ Ali Gali Visarga One  | 1882 ᢂ Ali Gali Damaru       | 1883 ᢃ Ali Gali Ubadama      | 1884 ᢄ Ali Gali umgedr. Ubadama | 1885 ᢅ Ali Gali Baluda       | 1886 ᢆ Ali Gali 3 Baluda | 1887 ᢇ Ali Gali A       | 1888 ᢈ Ali Gali I            | 1889 ᢉ Ali Gali Ka       | 188A ᢊ Ali Gali Nga          | 188B ᢋ Ali Gali Ca           | 188C ᢌ Ali Gali Tta         | 188D ᢍ Ali Gali Ttha         | 188E ᢎ Ali Gali Dda          | 188F ᢏ Ali Gali Nna           |
| 1890 ᢐ Ali Gali Ta           | 1891 ᢑ Ali Gali Da           | 1892 ᢒ Ali Gali Pa           | 1893 ᢓ Ali Gali Pha          | 1894 ᢔ Ali Gali Ssa             | 1895 ᢕ Ali Gali Zha         | 1896 ᢖ Ali Gali Za      | 1897 ᢗ Ali Gali Ah      | 1898 ᢘ Todo Ali Gali Ta      | 1899 ᢙ Todo Ali Gali Zha | 189A ᢚ mandsch. Ali Gali Gha | 189B ᢛ mandsch. Ali Gali Nga | 189C ᢜ mandsch. Ali Gali Ca | 189D ᢝ mandsch. Ali Gali Jha | 189E ᢞ mandsch. Ali Gali Tta | 189F ᢟ mandsch. Ali Gali Ddha |
| 18A0 ᢠ mandsch. Ali Gali Ta  | 18A1 ᢡ mandsch. Ali Gali Dha | 18A2 ᢢ mandsch. Ali Gali Ssa | 18A3 ᢣ mandsch. Ali Gali Cya | 18A4 ᢤ mandsch. Ali Gali Zha    | 18A5 ᢥ mandsch. Ali Gali Za | 18A6 ᢦ Ali Gali Half U  | 18A7 ᢧ Ali Gali Half Ya | 18A8 ᢨ mandsch. Ali Gali Bha | 18A9 ᢩ Ali Gali Dagalga   | 18AA ᢪ mandsch. Ali Gali Lha |                              |                             |                              |                              |                               |

## Beispiele

### Unterschiedliche Formen
Der gleiche Vokal jeweils dreimal in verbundener Form geschrieben, rot die Form am Anfang eines Wortes, grün die innerhalb eines Wortes und blau die am Ende eines Wortes.
| a / e | i | o / u | ö / ü |
|       |   |       |       |

### Historische Formen
| Historische Formen | Moderne Druckschrift | Erstes Wort transliteriert:                                                                                            |
|                    |                      | \| \| \| \| \| v \| \| \| i \| \| \| k \| \| \| i \| \| \| p \| \| \| e \| \| \| d \| \| \| i \| \| \| y \| \| \| a \| |
|                    |                      | |
|                    | v                    | |
|                    | i                    | |
|                    | k                    | |
|                    | i                    | |
|                    | p                    | |
|                    | e                    | |
|                    | d                    | |
|                    | i                    | |
|                    | y                    | |
|                    | a                    | |

- Transliteration: Vikipediya. čilügetü nebterkei toli bičig bolai.
- Kyrillisch: Википедиа, Чөлөөт Нэвтэрхий Толь Бичиг Болой.
- Transkription: wikipedia, tschölööt newterchii tolj bitschig boloi.
- Wörtlich: Wikipedia, Enzyklopädie Schrift frei ist.
- Übersetzung: Wikipedia, die freie Enzyklopädie.

## Abgeleitete Schriften

### Galik-Schrift
Hauptartikel: Galik-Schrift
1587 entwickelte der Übersetzer und Gelehrte Ajuusch Güüsch die Galik-Schrift (Али-гали, Ali Gali), inspiriert durch den 3. Dalai Lama, Sonam Gyatso. Er fügte der mongolischen Schrift in erster Linie weitere Zeichen hinzu, um religiöse Texte aus dem Sanskrit und dem Tibetischen zu übersetzen, sowie später auch aus Chinesisch. Einige dieser Zeichen sind noch heute in Gebrauch, um Lehnwörter und fremdsprachige Namen zu schreiben (siehe den untersten Abschnitt der Tabelle oben).

### Klare Schrift
Hauptartikel: Klarschrift
1648 schuf der oiratische Mönch Zaya Pandita diese Variante, mit dem Ziel die geschriebene Sprache besser an die tatsächliche Aussprache anzunähern, sowie die Transkription von Tibetisch und Sanskrit zu erleichtern. Die Schrift wurde von den Kalmücken in Russland bis 1924 verwendet, und danach durch das kyrillische Alphabet ersetzt. In Xinjiang in China wird sie bis heute von den Oiraten eingesetzt.

### Vaghintara-Schrift
Eine weitere Variante wurde 1905 vom burjatischen Mönch Agwan Dorschijew (1850–1938) entwickelt. Sie sollte ebenfalls einige Unklarheiten beseitigen und zusätzlich zum Mongolischen das Schreiben der russischen Sprache ermöglichen. Die bedeutendste Änderung bestand allerdings in der Elimination der positionalen Formvarianten der Schriftzeichen. Alle Zeichen basierten auf der medialen Form der ursprünglichen mongolischen Schrift.

## Unicode
Im Unicode-Standard gibt es einen eigenen Unicode-Block Mongolisch. Er umfasst Buchstaben, Zahlen und diverse Satzzeichen für Mongolisch, die Klare Schrift, Xibe und Mandschurisch, sowie Erweiterungen zur Transkription von Sanskrit und Tibetisch.

### Schema
| Mongolisch | IPA | SASM/GNC/SRC | SASM/GNC/SRC |
| Mongolisch | IPA | broad        | strict       |
| ---------- | --- | ------------ | ------------ |
| ᠠ          | a   | a            | a            |
| ᠪ          | p˭  | b            | b            |
| ᠼ          | tsʰ | c            | c            |
| ᠳ᠊ ᠳ       | t˭  | d            | d            |
| ᠡ          | ə   | e            | e            |
| ᠹ          | f   | f            | f            |
| ᠭ ᠭ‍        | k˭  | g            | g            |
| ᠬ ᠬ‍        | x   | h            | h            |
| ᠢ          | i   | i            | i            |
| ᠵ          | tʃ˭ | j            | j            |
| ᠺ          | kʰ  | k            | k            |
| ᠯ          | l   | l            | l            |
| ᠮ          | m   | m            | m            |
| ᠨ          | n   | n            | n            |
| ᠥ          | o   | o            | o            |
| ᠫ          | pʰ  | p            | p            |
| ᠴ          | tʃʰ | q            | q            |
| ᠷ          | r   | r            | r            |
| ᠰ          | s   | s            | s            |
| ᠲ          | tʰ  | t            | t            |
| ᠦ          | u   | u            | u            |
| ᠸ          | w   | w            | w            |
| ᠱ          | ʃ   | x            | x            |
| ᠶ          | j   | y            | y            |
| ᠽ          | ts˭ | z            | z            |
| ᠣ          | ɔ   | o            | ô            |
| ᠤ          | ʊ   | u            | û            |

Obwohl die mongolische Schrift im Standard aufgeführt ist, ist diese noch stets eine phonetische Transkription auf Basis des Chahar-Dialekts. So wird z. B. ᠤᠯᠠᠭᠠᠨᠬᠠᠳᠠ ᠬᠣᠲᠠ nicht als Ûlaganhada hôta transkribiert, sondern eher Ûlaanhad hôt (strict) oder Ulanhad hot (broad).
Obschon im Rahmen des Standards empfohlen wird, die strikte Transkription bei der Transkription von Ortsnamen und die vagere (broad) Transkription allgemein zu verwenden, wird die strikte Transkription in der Praxis kaum genutzt, z. B. Hohhot statt eigentlich Hohhôt. In manchen Fällen wird die SASM/GNC/SRC-Transkription des Mongolischen sogar mit dem Hanyu pinyin verbunden, beispielsweise Huhhot oder Huhehot.